# Gabriel-François Doyen

Gabriel-François Doyen (20. maj 1726 i Paris – 13. marts 1806 i Sankt Petersborg) var en fransk historiemaler.

## Biografi
Doyen kom efter en læretid under Carle van Loo på Rom-prisen til Italien, hvor han påvirket af Pietro da Cortonas kunst tilegnede sig et flot malerisk foredrag og en kæk linieføring med dristige forkortninger. Han blev 1776 professor ved Académie royale de peinture et de sculpture, udsmykkede Gregor-kapellet i Invalidedomen (scener af Sankt Gregors liv) og var blandt andet midt i en frugtbar virksomhed for oprettelsen af et museum for inddraget kirkeligt gods m. v., da han af Katarina den Store kaldtes til Rusland, hvor han spillede en betydelig rolle og blev akademiprofessor. I Petersborg bevares også flere af hans værker. Kendte arbejder fra den franske tid: Virginias død (1758), Jupiter og Hebe (museet i Langres), Den hellige Genoveva befrier Paris fra pesten (Saint Roch i Paris) m. v.